# Escudo de Valledupar
El Escudo de Valledupar, es el emblema de la ciudad colombiana de Valledupar, capital del departamento del Cesar. El Escudo de Valledupar fue presentado como un proyecto al concejo por Victor Cohen Salazar y el pintor y caricaturista Jaime Molina a finales del año 1955, siendo alcalde de Valledupar, Jorge Dangond Daza.

## Versiones

### Escudo de 1955
El primer escudo simbolizaba nobleza y tradición. En el cuadro superior se encuentra la Sierra Nevada de Santa Marta, en la parte inferior los símbolos de la economía de la región: ganadería, con una vaca de raza Holstein, y la agricultura, representada por una planta de algodón.

### Escudo de 2004
El escudo fue modificado en el año 2004 por el alcalde Ciro Pupo Castro con la intención de agregarle elementos de la cultura de la región que se convirtieron en símbolos durante dicho tiempo. Al escudo se le agregó un recuadro para representar el folclor de la música vallenata tales como el acordeón, la caja y la guacharaca. Desde 1955 la música vallenata se convirtió en patrimonio cultural de la ciudad y se volvió representativo de Colombia. Simbolizando también la idiosincrasia, costumbres y creencias de la ciudad.
También se modificó la vaca de raza Holstein por una de raza de doble propósito que representa la más común de la región. El proyecto por medio del cual se modificó el Escudo del Municipio de Valledupar fue aprobado por el Concejo Municipal el 31 de julio de 2004. Se utilizará en todos los membretes de la documentación oficial del Municipio de Valledupar y eventos que estén patrocinados por este.